# Canton de Kyauktaw
Le canton de Kyauktaw (birman : ကျောက်တော်မြို့နယ်) est un canton du district de Mrauk-U, dans l'État de Rakhine, en Birmanie. La ville principale est Kyauktaw (en).